# Храстенице
Храстенице (словен. Hrastenice) су насељено место у општини Доброва–Полхов Градец, Средњесловенска регија, Словенија.

## Историја
До територијалне реорганизације у Словенији биле су у саставу града Љубљане, односно старе општине Вич–Рудник.

## Становништво
У попису становништва из 2011. године, Храстенице су имале 48 становника.
| Број становника према пописима | Број становника према пописима | Број становника према пописима |
| ------------------------------ | ------------------------------ | ------------------------------ |
| 1991                           | 2002                           | 2011                           |
| 49                             | 51                             | 48                             |

Напомена: Године 2002. увећан за део насеља Бабна Гора. Године 2008. извршена је мања размена територије између насеља Храстенице и Хрушево.